# Liste des guerres de l'Allemagne
Cette liste regroupe les guerres et conflits ayant vu la participation de l'Allemagne. Voici une légende facilitant la lecture de l'issue des guerres ci-dessous :
- Victoire allemande
- Défaite allemande
- Autre résultat (par exemple un traité ou une paix sans un résultat clair, un statu quo ante bellum, un résultat inconnu ou indécis)
- Conflit en cours

## Confédération de l'Allemagne du Nord
| Début           | Fin             | Nom du conflit          | Belligérants                                                                                      | Belligérants                                | Lieu                | Issue |
| Début           | Fin             | Nom du conflit          | Alliés (y compris l'Allemagne)                                                                    | Ennemis                                     | Lieu                | Issue |
| --------------- | --------------- | ----------------------- | ------------------------------------------------------------------------------------------------- | ------------------------------------------- | ------------------- | --- |
| 19 juillet 1870 | 29 janvier 1871 | Guerre franco-allemande | Confédération de l'Allemagne du Nord Grand-duché de Bade Royaume de Wurtemberg Royaume de Bavière | Empire français puis · République française | France et Allemagne | Victoire allemande Traité de Francfort (1871) Proclamation de l'Empire allemand Chute du Second Empire en France |

## Empire allemand
| Début           | Fin              | Nom du conflit                              | Belligérants | Belligérants | Lieu                                                                            | Issue |
| Début           | Fin              | Nom du conflit                              | Alliés (y compris l'Allemagne) | Ennemis | Lieu                                                                            | Issue |
| --------------- | ---------------- | ------------------------------------------- | --- | --- | ------------------------------------------------------------------------------- | --- |
| 2 novembre 1899 | 7 septembre 1901 | Guerre des Boxers                           | Alliance des huit nations : France Empire du Japon Empire russe Royaume-Uni de Grande-Bretagne et d'Irlande États-Unis Empire allemand Royaume d'Italie Autriche-Hongrie                            | Boxers Empire de Chine | Chine                                                                           | Victoire de l'Alliance Protocole de paix Boxer Discrédit de la dynastie Qing |
| 28 juillet 1914 | 11 novembre 1918 | Première Guerre mondiale (La Grande Guerre) | Triple-Alliance : Autriche-Hongrie (depuis le 28 juillet 1914) Empire allemand (depuis le 1er août 1914) Empire ottoman (depuis le 2 novembre 1914) Royaume de Bulgarie (depuis le 14 octobre 1915) | Triple-Entente : Royaume de Serbie (depuis le 28 juillet 1914) Empire russe puis RSFS de Russie (du 1er août 1914 au 3 mars 1918) France (depuis le 3 août 1914) Royaume de Belgique (depuis le 4 août 1914) Luxembourg (depuis le 4 août 1914) Royaume-Uni de Grande-Bretagne et d'Irlande (depuis le 4 août 1914) Royaume du Monténégro (depuis le 5 août 1914) Empire du Japon (depuis le 23 août 1914) Royaume d'Italie (depuis le 23 mai 1915) Saint-Marin (depuis le 3 juin 1915) Portugal (depuis le 3 mars 1916) Royaume de Roumanie (depuis le 27 août 1916) États-Unis (depuis le 6 avril 1917) Cuba (depuis le 7 avril 1917) Panama (depuis le 7 avril 1917) Royaume de Grèce (depuis le 2 juillet 1917) Royaume du Siam (depuis le 22 juillet 1917) Liberia (depuis le 4 août 1917) République de Chine (depuis le 14 août 1917) Brésil (depuis le 26 octobre 1917) Guatemala (depuis le 23 avril 1918) Nicaragua (depuis le 8 mai 1918) Costa Rica (depuis le 23 mai 1918) Haïti (depuis le 12 juillet 1918) Honduras (depuis le 19 juillet 1918) | Europe, Afrique, Moyen-Orient, Chine, Océanie Océan Pacifique, Océan Atlantique | Victoire de la Triple-Entente Traité de Brest-Litovsk (1918) Traité de Versailles (1919) Traité de Saint-Germain-en-Laye (1919) Traité de Neuilly (1919) Traité de Trianon (1920) Traité de Sèvres (1920) |

## Troisième Reich
| Début              | Fin              | Nom du conflit          | Belligérants                                                 | Belligérants                                                               | Lieu                                                                            | Issue |
| Début              | Fin              | Nom du conflit          | Alliés (y compris l'Allemagne)                               | Ennemis                                                                    | Lieu                                                                            | Issue |
| ------------------ | ---------------- | ----------------------- | ------------------------------------------------------------ | -------------------------------------------------------------------------- | ------------------------------------------------------------------------------- | --- |
| 18 juillet 1936    | 1er avril 1939   | Guerre d'Espagne        | Nationalistes espagnols Royaume d'Italie Reich allemand      | République espagnole Union soviétique                                      | Espagne                                                                         | Victoire nationaliste                                                                                       |
| 1er septembre 1939 | 2 septembre 1945 | Seconde Guerre mondiale | Royaume d'Italie Reich allemand Empire du Japon et autres... | France Royaume-Uni États-Unis Pologne Canada Union soviétique et autres... | Europe, Afrique, Moyen-Orient, Chine, Océanie Océan Pacifique, Océan Atlantique | Défaite de l'Axe Dissolution du Reich, partage de l'Allemagne en zones d'occupations, pertes territoriales. |

## République fédérale d'Allemagne
| Début             | Fin             | Nom du conflit                 | Belligérants | Belligérants | Lieu                                  | Issue |
| Début             | Fin             | Nom du conflit                 | Alliés (y compris l'Allemagne) | Ennemis | Lieu                                  | Issue |
| ----------------- | --------------- | ------------------------------ | --- | --- | ------------------------------------- | --- |
| 2 août 1990       | 28 février 1991 | Guerre du Golfe                | Coalition : Australie Belgique Canada Argentine Corée du Sud États-Unis Espagne France Grèce Allemagne Pays-Bas Nouvelle-Zélande Arabie saoudite Bangladesh Turquie Royaume-Uni Bahreïn Égypte Émirats arabes unis Danemark Koweït Kurdistan irakien Oman Italie Honduras Hongrie Maroc Nigeria Niger Norvège Pakistan Portugal Pologne Roumanie Sénégal Sierra Leone Singapour Suède Syrie Tchécoslovaquie | Irak | Irak, Koweït, Arabie saoudite, Israël | Victoire de la Coalition, imposition de sanction à l'encontre de l'Irak, retrait des forces d'invasion irakiennes du Koweït |
| 6 mars 1998       | 10 juin 1999    | Guerre du Kosovo               | Armée de libération du Kosovo OTAN : Allemagne Belgique Canada Espagne États-Unis République tchèque Danemark France Italie Luxembourg Norvège Pays-Bas Portugal Royaume-Uni Turquie | RF Yougoslavie | Kosovo                                | Résolution 1244 du Conseil de sécurité des Nations unies                                                                    |
| 7 octobre 2001    | 30 août 2021    | Guerre d’Afghanistan           | Afghanistan FIAS : Albanie Allemagne Australie Belgique Canada Croatie Danemark Espagne États-Unis France Italie Lituanie Norvège Nouvelle-Zélande Pakistan Pologne Portugal République tchèque Roumanie Royaume-Uni Suède Turquie | Talibans Réseau Haqqani Al-Qaïda Mouvement islamique d'Ouzbékistan Hezb-e-Islami Gulbuddin Lashkar-e-Toiba Jaish-e-Mohammed Hizbul Mujahideen (en) Tehrik-e-Taliban Pakistan | Afghanistan                           | Victoire des Talibans Accord de Doha Restauration de l'émirat islamique d'Afghanistan Conflit du Panchir                    |
| 19 septembre 2014 | —               | Guerre contre l'État islamique | Coalition internationale : Allemagne Arabie saoudite Australie Bahreïn Belgique Canada Danemark Égypte Émirats arabes unis Espagne États-Unis France Irak Italie Jordanie Koweït Liban Nouvelle-Zélande Pays-Bas Qatar Royaume-Uni Turquie Syrie Iran | État islamique | Syrie et Irak                         | en cours |